# بازتاب منظم

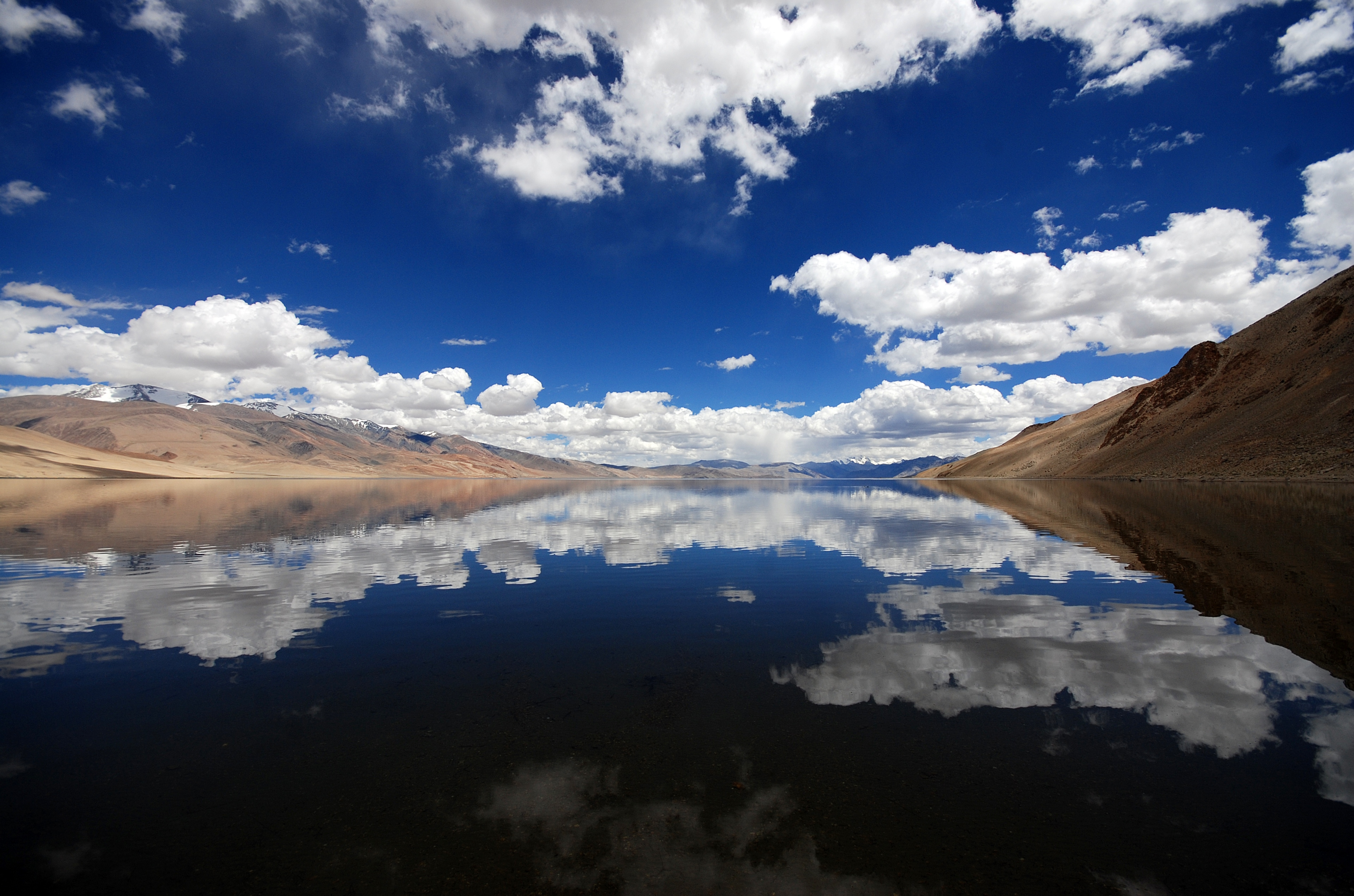
بازتاب منظم در آب شفاف و زلال باعث ایجاد تصویری آینه‌ای شکل در آب می‌شود.

بازتاب منظم یا بازتاب آینه‌ای (به انگلیسی: Specular reflection)، بازتابی است که روی سطوح صاف و صیقلی مانند آینه صورت گرفته و در آن پرتوهای موازی نور یا امواج با همان زاویه‌ای که به جسم برخورد کرده‌اند از آن دور می‌شوند.
بازتاب منظم می‌تواند روی هر نوع سطح صافی اتفاق بیفتد مانند آب زلال، شیشه، پلاستیک شفاف و فلزات براق. در واقع براقی این اجسام ناشی از بازتاب هماهنگ نور در آنهاست.